# El acercamiento a Almotásim
El acercamiento a Almotásim es un cuento del escritor argentino Jorge Luis Borges, publicado por primera vez en la colección de ensayos filosóficos Historia de la eternidad, de 1936. Fue etiquetado como cuento cuando se reimprimió en 1942, en la primera colección de ficción breve de Borges, El jardín de senderos que se bifurcan, que se convirtió en una parte de Ficciones cuando se publicó en 1944.

## Contexto
Escrito en 1935, «El acercamiento a Al-Mu'tasim» fue primero publicado como ensayo en «Historia de la eternidad», colección de ensayos filosóficos de Borges de 1936. Fue clasificado como cuento cuando fue reimpreso en su primera colección de cuentos, «El jardín de los senderos que se bifurcan», que posteriormente se convirtió en una subsección de «Ficciones» cuando fue publicado en 1944.
Borges describió este cuento como «una falsificación y un seudoensayo». Tomó prestado de Kipling para parte del argumento del falso libro. El supuesto editor descripto en el cuento era un editor real, Victor Gollancz, como también lo fue la supuesta escritora del prefacio, Dorothy L. Sayers.

## Trama
Refiréndose a la trama, dice Borges en el prólogo a Ficciones: "He leído hace poco The Sacred Fount (1901), cuyo argumento general es tal vez análogo. El narrador, en la delicada novela de Henry James, indaga si en B influyen A o C; en El acercamiento a Almotásim, presiente o adivina a través de B la remotísima existencia de la Z, quien B no conoce.
La historia es un relato dentro del relato. Borges menciona una novela imaginaria, The Conversation with the Man Called Al-Mu'tasim: A Game of Shifting Mirrors, la segunda edición de un trabajo anterior, The Approach to Al-Mu'tasim. Escrito por Mir Bahadur Ali, un abogado indio, y publicado en 1934. El narrador describe la segunda edición como inferior a la primera, publicada en 1932. El crítico ofrece una historia del libro, describiendo primero el éxito de la primera edición, la publicación de la segunda por un editor respetado en Londres y la recepción positiva y negativa que le dieron los críticos. Borges afirma que aunque ambos libros han sido populares, el primero tuvo una tirada original de 4.000 copias y nunca se reimprimió, mientras que el segundo es, con mucho, el más conocido, ya que se reimprimió varias veces. El segundo ha sido criticado a menudo por su mala redacción y por su evidente alegoría de la búsqueda de Dios.
El narrador luego resume la trama de la novela. El libro es una historia de detectives sobre un estudiante de derecho librepensador de Bombay, de origen islámico. Se ve envuelto en un motín sectario en el que impulsivamente mata a un hindú, tras lo cual deambula entre las clases bajas de la India. Huye a una torre donde se encuentra con un ladrón de cadáveres parsis que recoge dientes de oro. Luego comienza un viaje por el subcontinente (cuya geografía describe Borges en detalle), interactuando con intocables en el camino. Conoce a un hombre que, aunque indigente, es feliz y espiritual. El estudiante se encuentra con muchas de esas personas que irradian una pequeña cantidad de esta claridad espiritual. Lo que comenzó como una trama policial, adquiere un carácter místico. De estas experiencias, infiere la existencia de un hombre perfecto, a quien llama Almotásim. (Almotásim significa "el que va en busca de ayuda" o "el que busca refugio".) Este hombre perfecto es un ser espiritual superior, la fuente y creador de esta pura claridad espiritual. Obsesionado con conocer a Al-Mu'tasim, el estudiante peregrina por el Indostán para encontrarlo. Eventualmente escucha la voz de Al-Mu'tasim resonando desde una galería "en cuyo fondo hay una puerta y una estera barata con muchas cuentas y atrás un resplandor". Descorre la cortina y avanza. El libro termina en este punto.
El revisor luego emite sus críticas a la obra. Una larga nota al pie al final de la reseña resume La conferencia de los pájaros (1177) de Farid ud-Din Attar, en la que un grupo de pájaros busca una pluma que Simurgh, el rey de los pájaros, dejó caer en medio de China. Treinta pájaros alcanzan la montaña de Simurgh y allí descubren a través de la contemplación que ellos mismos son el Simurgh (Si murgh significa "treinta pájaros").
Borges describió su cuento como "a la vez un invento y un seudoensayo. Fingía ser la reseña de un libro publicado por primera vez en Bombay, tres años antes. Doté a su segunda y apócrifa edición con un editor real, Victor Gollancz, y con un prefacio de una escritora real, Dorothy L. Sayers. Pero autor y libro son enteramente de mi invención. Aporté el argumento y ciertos detalles de algunos capítulos –pidiendo cosas prestadas a Kipling e introduciendo a un mítico persa del siglo XII, Farid ud-Din Attar– y luego puntualicé cuidadosamente sus limitaciones. […] Ahora me parece que [ese relato] pronostica y hasta fija la pauta de otros cuentos que de alguna manera me estaban esperando y en los que se basó mi reputación como cuentista.” En el prólogo a Ficciones describe su método: "Desvarío laborioso y empobrecedor el de componer vastos libros; el de explayar en quinientas páginas una idea cuya perfecta exposición oral cabe en pocos minutos. Mejor procedimiento es simular que esos libros ya existen y ofrecer un resumen, un comentario. Así procedió Carlyle en Sartor Resartus; así Butler en The Fair Haven; obras que tienen la imperfección de ser libros también, no menos tautológicos que los otros. Más razonable, más inepto, más haragán, he preferido la escritura de notas sobre libros imaginarios."

## Interpretación
La mezcla en Borges de lo ficticio y lo real, que Jaime Alazraki llama un "dispositivo borgiano", imparte un sentimiento real a lo ficticio y un sentimiento irreal a lo real. Además, el uso de un resumen dentro de un resumen, y tomar esos resúmenes y desmantelarlos para exponer el mismo principio, "son una forma de expresar en la estructura de la historia la idea panteísta de que cualquier cosa es todas las cosas". Naomi Lindstrom describe al crítico de la historia de detectives como "un narrador típico de Borges". A veces demuestra un gran conocimiento de la información detallada, pero otras veces no logra captar los conceptos más básicos. Su narrativa es incierta e inconstante. Su confusión sirve para enfatizar la incomprensión del personaje principal del libro ficticio en su peregrinaje. El empleo que hace Borges de una alegoría para arrojar luz sobre una historia de detectives muestra su uso de las doctrinas religiosas por su valor estético.
La novela que reseña Borges en el cuento se subtitula "Un juego con espejos que se desplazan". Borges "interpreta" el argumento como "la insaciable busca de un alma a través de los delicados reflejos que esta ha dejado en otras".